# Terap Adoum Yaya
Terap Adoum Yaya (geb. 10. Oktober 1974) ist ein ehemaliger tschadischer Mittelstreckenläufer.
Yaya trat bei den Olympischen Sommerspielen 1992 in Barcelona im Wettbewerb über 800 m an. Er schied in den Vorläufen aus. Vier Jahre später trat er erneut bei den Olympischen Sommerspielen 1996 in Atlanta in der gleichen Disziplin an, wo er erneut in den Vorläufen ausschied. Er trat auch bei den Weltmeisterschaften 1993 in Stuttgart und 1997 in Athen an.